# HD35414
HD35414 — хімічно пекулярна зоря спектрального класу A, що має видиму зоряну величину в смузі V приблизно 9,0.
Вона  розташована на відстані близько 1462,6 світлових років від Сонця.